# Laguna de Ayarza
La laguna de Ayarza (también llamado lago de Ayarza) es un lago de origen volcánico tipo caldera en el departamento de Santa Rosa perteneciente a la Región IV o Sur Oriente de Guatemala. Fue creado hace aproximadamente 20,000 años como resultado de una erupción catastrófica que destruyó un volcán gemelo y que cubrió todo la región con pumita.
El lago, que se encuentra a una altitud de 1410 m s. n. m., tiene una extensión de 14 km², se han sondeado más de 240 m de profundidad, aunque aun existen puntos que no han sido explorados. El lago se encuentra entre los municipios de Casillas y San Rafael las Flores, perteneciendo dos terceras partes a Casillas, al norte de Santa Rosa. Posee climas desde templado fresco a un clima bastante seco en verano, principalmente con bosques de pino-encino y chaparrales espinosos. Su economía está basada en la agricultura (cultivos de café) y ganadería.